# Solheim Cup 2023
Navigation
2021 2024
La Solheim Cup 2023, dix-neuvième édition de la Solheim Cup, s'est déroulée du 22 au 24 septembre 2023 au golf de Finca Cortesín à Casares, en Espagne. L'équipe européenne, dont la capitaine est Suzann Pettersen conserve la Solheim cup en tant que tenante du titre après un partage des points 14 à 14 face à l'équipe américaine de Stacy Lewis.

## Les équipes
| États-Unis                 | États-Unis        | Europe                       | Europe            |
| -------------------------- | ----------------- | ---------------------------- | ----------------- |
|                            |                   |                              |                   |
| Capitaines                 |                   |                              |                   |
| Stacy Lewis                | Stacy Lewis       | Suzann Pettersen             | Suzann Pettersen  |
|                            |                   |                              |                   |
| Assistantes                |                   |                              |                   |
| Morgan Pressel             | Morgan Pressel    | Laura Davies                 | Laura Davies      |
| Natalie Gulbis             | Natalie Gulbis    | Caroline Martens             | Caroline Martens  |
| Angela Stanford            | Angela Stanford   | Anna Nordqvist               | Anna Nordqvist    |
| Joueuse                    | Note              | Joueuse                      | Note              |
| Lilia Vu                   | 1re participation | Céline Boutier               | 3e participation  |
| Nelly Korda                | 3e participation  | Maja Stark (en)              | 1re participation |
| Allisen Corpuz             | 1re participation | Linn Grant (en)              | 1re participation |
| Megan Khang (en)           | 3e participation  | Charley Hull                 | 6e participation  |
| Jennifer Kupcho            | 2e participation  | Carlota Ciganda              | 6e participation  |
| Danielle Kang              | 4e participation  | Georgia Hall                 | 4e participation  |
| Andrea Lee (en)            | 1re participation | Anna Nordqvist               | 8e participation  |
| Lexi Thompson              | 6e participation  | Leona Maguire (en)           | >2e participation |
| Rose Zhang (en)            | 1re participation | Caroline Hedwall (en)        | 5e participation  |
| Ally Ewing (McDonald) (en) | 3e participation  | Madelene Sagström (en)       | 3e participation  |
| Cheyenne Knight (en)       | 1re participation | Gemma Dryburgh (en)          | 1re participation |
| Angel Yin (en)             | 3e participation  | Emily Kristine Pedersen (en) | 3e participation  |